# The La's (album)
Pour le groupe, voir The La's.
Albums de The La's
Lost La's 1984–1986: Breakloose
(1999)
The La's est le premier et unique album studio de The La's, sorti le 1er octobre 1990.

## L'album
Le titre There She Goes est un succès des années 1990 et connaîtra de nouveau le succès en 1990 en devenant la bande originale du film À nous quatre en 1998. D'autres titres sont de grands succès comme Son of a Gun, mais malgré les excellentes critiques, il faudra attendre 1999 pour que d'autres enregistrements du groupe voient le jour, Lee Mavers n'étant jamais satisfait de son travail malgré les louanges.  

### Titres
Toutes les chansons sont écrites et composées par Lee Mavers.
| 1.  | Son of a Gun    | 1:56 |
| 2.  | I Can't Sleep   | 2:37 |
| 3.  | Timeless Melody | 3:01 |
| 4.  | Liberty Ship    | 2:30 |
| 5.  | There She Goes  | 2:42 |
| 6.  | Doledrum        | 2:50 |
| 7.  | Feelin'         | 1:44 |
| 8.  | Way Out         | 2:32 |
| 9.  | I.O.U.          | 2:08 |
| 10. | Freedom Song    | 2:23 |
| 11. | Failure         | 2:54 |
| 12. | Looking Glass   | 7:52 |

### Musiciens
- Lee Mavers : guitare, voix
- John Power : basse, voix
- Peter Camell : guitare
- Neil Mavers : batterie
- John Byrne : guitare
- Chris Sharrock : batterie
- Paul Hemmings : guitare
- John Timson : batterie